# Universal Business Language
L'Universal Business Language (Llenguatge de Negocis Universal) és el producte d'un esforç internacional per definir una llibreria gratuïta de documents de negoci electrònics estàndards en format XML com per exemple comandes i factures. Desenvolupat per un Comité Tècnic a OASIS de forma oberta i auditable, amb la participació d'una gran varietat d'organitzacions sectorials d'estandardització de dades, UBL s'ha dissenyat per encaixar directament a les pràctiques comercials, legals i de gestió actuals, eliminant la necessitat de reintroduir les dades en els circuits d'aprovisionament existents basats en fax i paper, i oferint un punt d'entrada al comerç electrònic per les petites i mitjanes empreses.